# Brampton Bryan
Pour les articles homonymes, voir Brampton.
Brampton Bryan est une paroisse civile et un village du Herefordshire, en Angleterre.